# وزارة الدفاع (الاتحاد السوفيتي)
وزارة دفاع اتحاد الجمهوريات الاشتراكية السوفيتية (بالروسية: Министерство обороны СССР) كانت الوزارة المسؤولة عن القوات المسلحة السوفيتية. كان نيكولاي بولجانين أول وزير للدفاع بدءًا من 1953. وكانت كراسنايا زفيزدا (النجمة الحمراء) الصحيفة الرسمية للوزارة.
حُلَّت الوزارة في 16 مارس 1992. جرى التوصل لاتفاق حول إنشاء قيادة عسكرية مشتركة للدول المستلقة في 20 مارس 1992، لكن تخلى المسؤولون عن هذه الفكرة بعدما أقامت روسيا وزارة دفاع خاصة بها وقررت الدول الأخرى تأسيس قواتها المسلحة الوطنية الخاصة.
أعيد تسمية وزارة الدفاع عدة مرات. من 1917 إلى 1934 كانت تسمى مفوضية الشعب للحرب والشؤون البحرية، من 1934 إلى 1946 سميت مفوضية الشعب للدفاع، وفي 1946 سميت مفوضية الشعب للقوات المسلحة. بحلول فبراير 1946 ضمت وزارتا الجيش والبحرية إلى وزارة القوات المسلحة. في 1950 أعيد تأسيس وزارتي الحرب والبحرية، والذين يتبعان مجلس الوزراء، "الذي ضم المجلس العسكري السوفيتي الأعلى"، وكان مسؤولًا عن إدارة القوات المسلحة. في 1953 أعيد توحيد الوزارتين مرة أخرى ضمن وزارة الدفاع.